# Jarczówek
Jarczówek – wieś w Polsce położona w województwie lubelskim, w powiecie łukowskim, w gminie Stanin. Obok miejscowości przepływa Wilkojadka, niewielka rzeka dorzecza Wisły.
| SIMC    | Nazwa             | Rodzaj    |
| ------- | ----------------- | --------- |
| 0689310 | Jarczówek-Kolonia | część wsi |

Wieś stanowi sołectwo w gminie Stanin. Według Narodowego Spisu Powszechnego z roku 2011 wieś liczyła 295 mieszkańców.
W latach 1975–1998 miejscowość administracyjnie należała do województwa siedleckiego.
Wierni Kościoła rzymskokatolickiego należą do parafii Trójcy Świętej w Staninie.